# Wendy B. Lawrence
Wendy Barrien Lawrence, född 2 juli 1959 i Jacksonville, Florida, är en amerikansk astronaut uttagen i astronautgrupp 14 den 5 december 1992.
Wendy Lawrence arbetar som befälhavare i USA:s flotta, hon är också helikopterpilot, ingenjör och astronaut i NASA. Hon var den första kvinna, utexaminerad från den amerikanska sjökrigsskolan, som gjorde en rymdresa. Hon har besökt den ryska rymdstationen Mir och den Internationella rymdstationen (ISS).

## Rymdfärder
- Endeavour - STS-67
- Atlantis - STS-86
- Discovery - STS-91
- Discovery - STS-114